# 尼克拉斯·馬蒂亞森
尼克拉斯·馬蒂亞森（丹麥語：Nicklas Mathiasen，1991年11月8日—），丹麥男子羽毛球運動員。

## 簡歷
2015年1月，尼克拉斯·馬蒂亞森與塞西莉·比耶尔恩合作出戰冰島羽毛球國際賽混合雙打項目，在決賽中以2-0的成績（21-11、15-21）擊敗隊友拉塞·摩爾菲德/特里妮·维勒森組合，奪得個人生涯中首個國際賽冠軍。

## 主要比賽成績
只列出曾進入準決賽的國際賽事成績：
| 年份   | 賽事               | 公開賽級別 | 項目     | 拍檔            | 成績   |
| ------ | ------------------ | ---------- | -------- | --------------- | ------ |
| 2014年 | 冰島羽毛球國際賽   | 國際系列賽 | 混合雙打 | 塞西莉·比耶尔恩 | 亞軍   |
| 2015年 | 冰島羽毛球國際賽   | 國際系列賽 | 男子雙打 | 拉塞·摩爾菲德   | 準決賽 |
| 2015年 | 冰島羽毛球國際賽   | 國際系列賽 | 混合雙打 | 塞西莉·比耶尔恩 | 冠軍   |
| 2015年 | 芬蘭羽毛球國際賽   | 國際系列賽 | 男子雙打 | 拉塞·摩爾菲德   | 亞軍   |
| 2016年 | 比利時羽毛球國際賽 | 國際挑戰賽 | 混合雙打 | 加布里埃拉·博尔 | 準決賽 |
| 2018年 | 冰島羽毛球國際賽   | 國際系列賽 | 男子雙打 | 米克尔·斯托弗森 | 亞軍   |
| 2018年 | 波蘭羽毛球國際賽   | 國際系列賽 | 男子雙打 | 米克爾·斯托弗森 | 準決賽 |
| 2019年 | 荷蘭羽毛球國際賽   | 國際系列賽 | 男子雙打 | 米克尔·斯托弗森 | 準決賽 |

| 2007-2017年 | 首要超級賽 | 超級賽 | 黃金大獎賽 | 大獎賽 | 國際挑戰賽 | 國際系列賽 | 未來系列賽 | 其他 |

| 2018-2026年 | 總決賽 | 超級1000賽 | 超級750賽 | 超級500賽 | 超級300賽 | 超級100賽 | 國際挑戰賽 | 國際系列賽 | 未來系列賽 | 其他 |